# Jewel Carmen
Jewel Carmen  (13 de julio de 1897 – 4 de marzo de 1984) fue una actriz cinematográfica de estadounidense, activa durante la época del cine mudo.

## Primeros años y carrera
Su verdadero nombre era Florence Lavina Quick, y nació en Danville, Kentucky. Carmen debutó en el cine en 1912 con el film The Will of Destiny. Más adelante actuó en Daphne and the Pirate (1916), junto a Lillian Gish, y en la cinta de D. W. Griffith Intolerancia (1916).

### Pleito contra Fox
En 1917, Carmen fue contratada por Fox Film Corporation, pero no encontró satisfactorio el acuerdo, por lo que negoció un nuevo contrato con Keeney Corporation en 1918, sin anular el primero. Fox comunicó a Keeney la existencia del contrato previo, avisándoles de que serían los responsables de su incumplimiento, y prometiendo indemnizar a Keeney en caso de represalia legal. Carmen inició dos pleitos contra Fox, uno para intentar liberarse de su primer contrato, y otro para ser indemnizada por el perjuicio que la productora le había hecho en su acuerdo con Keeney.
Un asunto crucial en el tema fue el lugar en el que se habían firmado los contratos: Nueva York o California. Las oficinas de Fox se encontraban en Nueva York, y Carmen residía en California. Según la ley californiana, Carmen era adulta en el momento de firmar el contrato pero, según la legislación de Nueva York, que exigía 21 años para la mayoría de edad, ella no lo era. Si no era adulta, legalmente no podía responsabilizarse del documento que había firmado. Aunque Carmen ganó el primer pleito, rescindiéndose el contrato y consiguiendo una indemnización de 43.500 dólares, la decisión fue anulada en apelación porque ella tenía las manos "sucias", y había tratado deslealmente a Fox. Sin embargo, ella ganó el segundo pleito porque la interferencia de Fox con su empleo en Keeney había sido ilegal, aunque el juez Benjamin Cardozo dejó claro que no aprobaba el resquicio legal que permitía a Carmen romper su contrato con Fox.

## Últimos años y muerte
Posteriormente, Carmen se hizo conocida por el escándalo que rodeó a la muerte de la actriz Thelma Todd. Carmen estaba casada con Roland West, que tuvo una relación extramarital con Todd, y que se hizo sospechoso de la muerte de Todd por intoxicación por monóxido de carbono.
Todd falleció en un garaje adjunto al domicilio donde vivían los padres de Carmen, y que esta había compartido con West. La muerte fue sospechosa por varios factores, la primera de ellas que Todd habría sido vista el día posterior al de su muerte; Carmen testificó ante el gran jurado que había visto a Todd en algún lugar con otro hombre. A causa del escándalo, se dio por terminado el matrimonio de Carmen con West, y a partir de entonces la actriz se retiró de la vida pública.
Jewel Carmen falleció a causa de un linfoma en 1984 en San Diego, California, a los 86 años de edad. Sus restos fueron incinerados, y las cenizas esparcidas.

## Filmografía

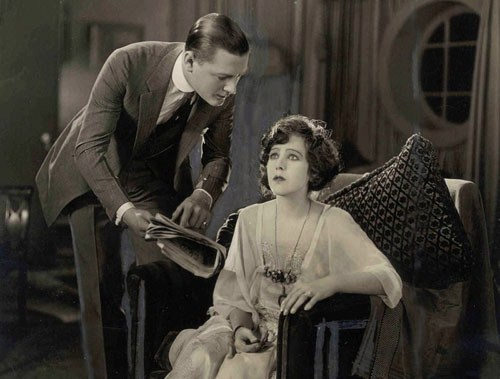
Jewel Carmen y Kenneth Harlan en Nobody (1921)

| Año  | Film                             | Papel                 | Notas                                                                           |
| ---- | -------------------------------- | --------------------- | ------------------------------------------------------------------------------- |
| 1912 | The Will of Destiny              | Frances               | Acreditada como Florence La Vinci                                               |
| 1913 | The Professor's Daughter         |                       | Acreditada como Evelyn Quick                                                    |
| 1913 | A Life in the Balance            |                       | Acreditada como Evelyn Quick Otros títulos: Crashing Through Potted Plays No. 7 |
| 1913 | Professional Jealousy            |                       | Acreditada como Evelyn Quick                                                    |
| 1913 | He and Himself                   |                       | Acreditada como Evelyn Quick                                                    |
| 1913 | Four Queens and a Jack           | La chica              | Acreditada como Evelyn Quick                                                    |
| 1913 | Their Husbands                   |                       | Acreditada como Evelyn Quick                                                    |
| 1916 | Daphne and the Pirate            |                       | Acreditada como Jewell Carman                                                   |
| 1916 | Sunshine Dad                     | Charlotte             |                                                                                 |
| 1916 | The Children in the House        | Jane Courtenay        |                                                                                 |
| 1916 | Flirting with Fate               | Gladys, la chica      | Otro título: The Assassin                                                       |
| 1916 | The Half-Breed                   | Nellie                | Otro título: The Carquinez Woods                                                |
| 1916 | Intolerancia                     | Favorita del harén    | Sin créditos                                                                    |
| 1916 | Manhattan Madness                | Chica                 |                                                                                 |
| 1916 | American Aristocracy             | Geraldine Hicks       |                                                                                 |
| 1917 | The Kingdom of Love              | Violet Carson         |                                                                                 |
| 1917 | A Tale of Two Cities             | Lucie Manette         |                                                                                 |
| 1917 | American Methods                 | Claire de Beaulieu    |                                                                                 |
| 1917 | To Honor and Obey                | Rose Delvane          |                                                                                 |
| 1917 | The Conqueror                    | Eliza Allen           |                                                                                 |
| 1917 | When a Man Sees Red              | Capitán Sutton        |                                                                                 |
| 1917 | Les Misérables                   | Cosette a los 18 años |                                                                                 |
| 1918 | The Girl with the Champagne Eyes | Nellie Proctor        |                                                                                 |
| 1918 | The Bride of Fear                | Ann Carter            |                                                                                 |
| 1918 | Confession                       | Mary Anderson         |                                                                                 |
| 1918 | Fallen Angel                     | Jill Cummings         | Otro título: Paying the Piper                                                   |
| 1918 | Lawless Love                     | LaBelle Geraldine     | Otro título: Above the Law                                                      |
| 1921 | The Silver Lining                | The Angel             |                                                                                 |
| 1921 | Nobody                           | Little Mrs. Smith     |                                                                                 |
| 1923 | You Can't Get Away with It       |                       |                                                                                 |
| 1926 | The Bat                          | Miss Dale Ogden       |                                                                                 |

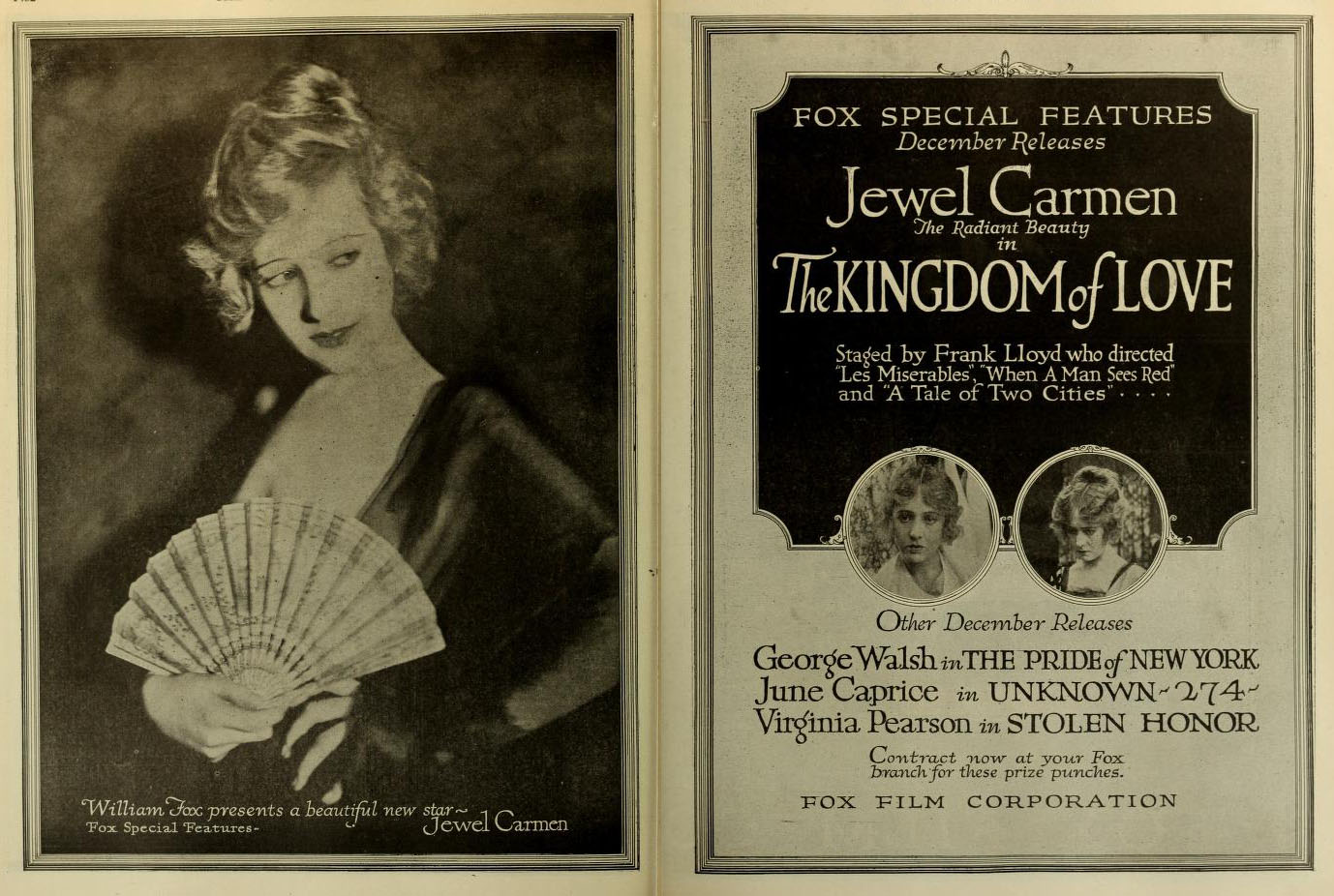
The Kingdom of Love, 1917
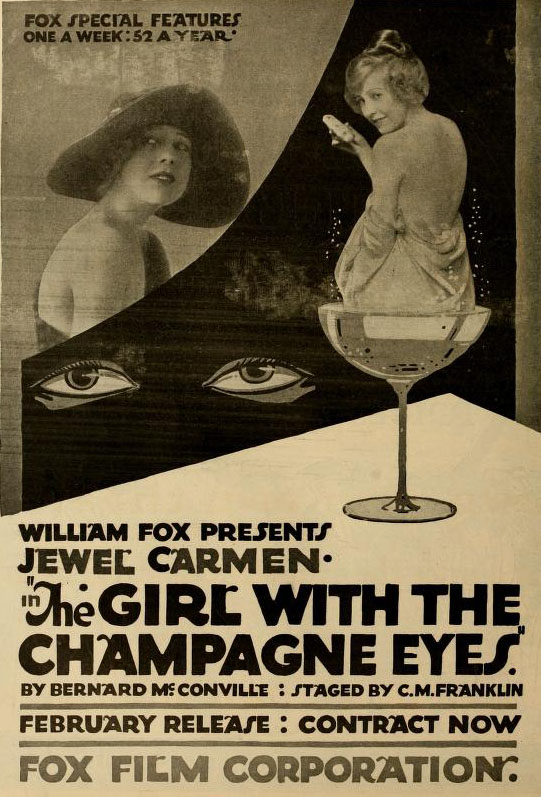
The Girl with the Campagne Eyes, 1918